# Jean-Jacques

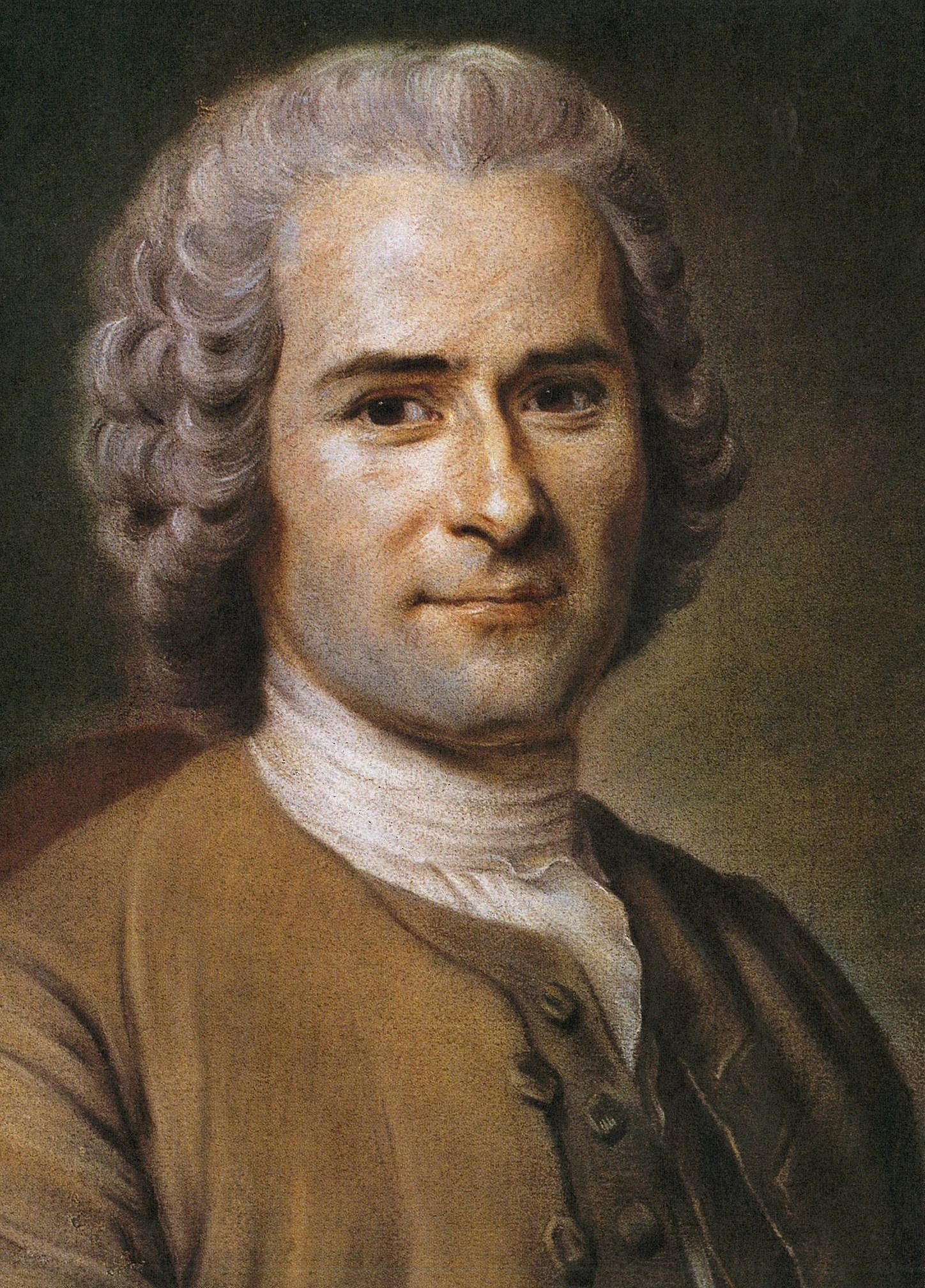
Jean-Jacques Rousseau

Jean-Jacques is een Franse jongensnaam die samengesteld is uit de voornamen Jean en Jacques.

## Bekende naamdragers
- Jean-Jacques Ampère, Frans historicus en filoloog
- Jean-Jacques Annaud, Frans filmregisseur en -producer
- Jean-Jacques Cassiman, Belgisch wetenschapper
- Jean-Jacques De Gucht, Vlaams politicus
- Jean-Jacques Dony, Belgisch uitvinder en industrieel
- Jean-Jacques Gailliard, Belgisch kunstschilder en graficus
- Jean-Jacques Goldman, Frans muzikant
- Jean-Jacques Missé-Missé, Kameroens voetballer
- Jean-Jacques Rousseau, Zwitsers-Frans schrijver, componist, filosoof en botanicus
- Jean-Jacques Sempé, Frans cartoonist, illustrator en stripauteur